# Aleksander Żyzny
Aleksander Żyzny (ur. 16 grudnia 1947 w Częstochowie, zm. 12 marca 2021) – polski dziennikarz motoryzacyjny. W latach 1971–2011 związany z Polskim Radiem oraz z Telewizją Polską. Prezes Auto Klubu Dziennikarzy Polskich.

## Życiorys
Ukończył VII Liceum Ogólnokształcące im. Mikołaja Kopernika w Częstochowie. Studiował ekonomię na Uniwersytecie Warszawskim (Wydział Ekonomii Politycznej/ Instytut Nauk Ekonomicznych).
W 1971 roku rozpoczął pracę w Komitecie ds. Radia i Telewizji w Dziale Centralnej Fonoteki i Archiwów Programowych. W trakcie tej pracy nawiązał współpracę z kilkoma redakcjami w Programie I, między innymi „Latem z radiem” i „Sygnałami dnia”. W 1975 roku otrzymał propozycję współpracy w nowo utworzonej Redakcji Motoryzacyjnej przygotowującej na antenę Programu I audycje i informacje dla kierowców, skąd w lutym 1977 roku został przeniesiony do Redakcji Motoryzacyjnej TVP, w której powstał Magazyn Motoryzacyjny nadawany w części publicystycznej godzinnego „Wieczór z Dziennikiem” w TVP1. Następnie Magazyn został przeniesiony do Studio 2, którego gwiazdami byli Bożena Walter, Edward Mikołajczyk, Tomasz Hopfer oraz Tadeusz Sznuk. W Redakcji Motoryzacyjnej pracował między innymi z Andrzej Kołaczkowskim, Markiem Grotem, Bogusławem Koperskim, Tadeusz Rzewuskim oraz Włodzimierzem Zientarskim. Wraz z kolegami z redakcji w 1979 roku wymyślili i zrealizowali "Puchar Studia 8", specjalny program dla miłośników motoryzacji, w którym mogli sprawdzić swoją wiedzę i umiejętności związane z prowadzeniem samochodu, znajomością przepisów i obsługą samochodu. Ogólnokrajowe eliminacje odbyły się w 8 regionalnych ośrodkach TVP, półfinał w Warszawie, a finałowe widowisko na Torze "Kielce". Rywalizowały w nim zespoły stworzone z "gwiazd" (Maciej Damięcki, Piotr Fronczewski, Karol Strasburger oraz Marian Kociniak) oraz finalisty (m.in. Marek Profus i Wojciech Cołoszyński).
Po zawieszeniu na początku lat 80., z powodu przejściowych problemów z zaopatrzeniem na rynku paliwa, emisji Magazynu Motoryzacyjnego Studio 2, występował gościnnie w Teleranku, opowiadając o bezpieczeństwie na drodze, pracował też przy widowiskach „Wielobój Gwiazd”. W 1982 roku wrócił do Polskiego Radia i rozpoczął pracę w Radiu Kierowców, ale przez kolejnych z górą 20 lat kontynuował przygodę z telewizją jako współpracownik/producent zewnętrzny, uczestnicząc w przygotowaniu na anteny TVP takich programów jak „Auto Moto Fun Klub”, „Auto Moto Klub”, „Automania”, „Moto Polonia”, „Auto Mix” oraz „Auto Kawa czy Herbata”. Z radiem był związany etatowo do 2007 roku, a przez kolejne 4 lata przygotowywał informacje i audycje dla kierowców jako współpracownik. W latach 1988–2004 był kierownikiem zespołu Radia Kierowców. Poza codzienną, ramówkową działalnością antenową redakcja prowadziła całodzienne akcje antenowe „Uwaga bądź przezorny na drodze”. Aleksander Żyzny był m.in. pomysłodawcą organizowanych we współpracy z Polskim Związkiem Motorowym w połowie lat 80. ubiegłego wieku, „Długodystansowych Jazd Oszczędnościowych” i konkursu na najskuteczniejsze zabezpieczenie samochodu przed kradzieżą. 
Z nestorem polskiej motoryzacji Witoldem Rychterem nagrał między innymi cykl gawęd o historii nie tylko polskiej motoryzacji, dostępnych na stronach internetowych Polskiego Radia. W 1992 roku został zastępcą redaktora naczelnego najpopularniejszego pisma motoryzacyjnego- magazynu „Motor”. Pełnił tę funkcję do 1996 roku, a współpracę dziennikarską kontynuował do 2003 roku.
W 1983 roku wstąpił do Auto Klubu Dziennikarzy Polskich, w którym w latach 90., pełnił funkcję członka zarządu i wiceprezesa, a od 2002 roku jest prezesem tego stowarzyszenia. Zmiany w otaczającej nas rzeczywistości oraz spadek zainteresowania działalnością klubową w środowisku dziennikarzy wymusiły poszukiwanie nowych form działalności. W trakcie swojej kadencji zorganizował między innymi kilka sympozjów poświęconych roli i zadaniom mediów w promowaniu bezpieczeństwa ruchu drogowego, za co AKDP został wyróżniony w ogólnoeuropejskim Konkursie BRD fundacji NORAUTO. W 2004 roku wprowadził do klubowego kalendarza „Supertest ekonomii” - imprezę propagującą ekonomiczną, ekologiczną i bezpieczną jazdę. W 2014 roku książka- „Rajdowe Kroniki 1921-2014. Rajd Polski”, zainaugurowała działalność wydawniczą AKDP. Do tej pory w cyklu „Biblioteka Auto Klubu Dziennikarzy Polskich” ukazało się kolejnych sześć tytułów: „Polskie wyścigi samochodowe 1980–1989”, „Siedemdziesiątka. Automobilklub Rzeszowski 1946–2016”, „Uśmiechnięte Rajdy - Anegdoty z Oesów”, „Ostatni przejazd - opowieści o mistrzu Kuligu”, „Alfabet Krakowskich Automobilistów” i „Pędem przez Sawannę - Polacy w rajdach Safari”. 
W 2008 roku w wyniku zwolnień grupowych przeszedł na emeryturę.

## Życie prywatne
Jego rodzina pochodzi z Częstochowy. Był najstarszy z trójki dzieci Elżbiety i Mieczysława. Siostra Halina mieszka w Częstochowie oraz Manchesterze wraz z synem Radosławem, natomiast druga siostra Jolanta mieszka z rodziną na północy Francji. 
W 1967 roku w Warszawie Aleksander Żyzny ożenił się z Dorotą, miał dwójkę dzieci: Agnieszkę - właścicielkę firmy oraz Krzysztofa. Mieli piątkę wnucząt: Balbinę, Emilię, Aleksandrę, Weronikę oraz Leonarda.
Mieszkał w Okuniewie, pod Warszawą, spoczywa na cmentarzu parafialnym w Sulejówku Miłośnie.

## Nagrody i wyróżnienia
- Srebrny (1984) i Złoty Krzyż Zasługi (2000)
- Brązowa (1986) i Srebrna (1986) Odznaka „Za zasługi w ochronie porządku publicznego”
- Złota odznaka „Przodujący Drogowiec” (1988)
- Srebrny Medal „Za Zasługi dla Pożarnictwa” (1995)
- Srebrna Odznaka za Zasługi dla Transportu Rzeczypospolitej Polskiej (1996)
- Honorowa Odznaka „Zasłużony dla Transportu RP” (2001)
- Srebrny medal „Za zasługi dla obronności kraju” (2006)
- Złota Odznaka Honorowa PZM (1996)
- Dwukrotny laureat Złotego Koła (najwyższe wyróżnienie w konkursie dziennikarskim Polskiego Związku Motorowego (1985, 1987)
- Nagroda Klubu Publicystów Motoryzacyjnych SDRP (1983)
- Zasłużony dla Fabryki Samochodów Osobowych (1986)
- Zasłużony dla Automobilklubu Polski (2009)